# Horatia klecakiana
Horatia klecakiana is een slakkensoort uit de familie van de Hydrobiidae. De wetenschappelijke naam van de soort is voor het eerst geldig gepubliceerd in 1887 door Jules René Bourguignat.